# Вулиця Левкова
Вулиця Левкова — вулиця у Жовтневому районі Мінська.

## Історія
Названа на честь Анатолія Максимовича Левкова (1922—1943) — учасника мінського підпілля у роки Другої світової війни.

## Розташування
Адміністративний район: Жовтневий.
Житловий район: Аеродромна

## Опис
Вулиця Артилеристів продовжується (невеликий поворот дороги) вулицею Левкова. Далі у північно-східному напрямку від вулиці відходить Вузівський провулок, потім вулицю перетинає вулиця Новоуфимська. Далі йде провулок Воронянського (дотикається до вулиці із заходу) і перетинається із вулицею Воронянського (йде із заходу на схід).
В районі стадіону «Локомотив» після повороту у західному напрямку дорога продовжується вулицею Сенницькою, вулиця Левкова йде далі у південному напрямку і завершується т-подібним перехрестям із вулицею «Аеродромна».
Найближчі паралельні вулиці: на заході — вулиця Жуковського, потім Нафтова, на сході — вулиця Бакинська, потім вулиця Володько.

## Об'єкти
Будинки і  споруди: 3/1, 3/2, 3/А, 4, 6/1, 6/3, 8/Б, 8/А, 8/2, 8/1, 9, 10, 11, 12, 13, 14, 15, 16, 17, 18, 19, 20, 20/А, 22, 24, 26, 33/1, 33/2, 35/1, 35/2, 37, 37/A, 41
На вулиці розташовані будинки по 52 номер.
На вулиці розміщені стадіон «Локомотив» та автозаправка.
Уздовж вулиці ростуть мальовничі парки.

## Транспорт
Вулицю перетинають автобусні маршрути, що проходять по вулиці Воронянського: № 10, 24, 65, 93, 163.